# Selección de fútbol sub-19 de España
La selección de fútbol sub-19 de España es el equipo formado por jugadores de nacionalidad española menores de 19 años de edad, que representa a España a través de la Real Federación Española de Fútbol, en la competición de la categoría, el Europeo sub-19, campeonato que clasifica cada año para la Copa Mundial sub-20.
Es junto a la selección sub-20, con la que comparte cuerpo técnico, el segundo escalafón de las categorías inferiores de la selección nacional. En 2002 sustituyó a la selección sub-18, previamente creada en 1952, ya que esa categoría pasó a «sub-19» para competiciones UEFA. 
España es la vigente subcampeona de Europa y la más laureada de la categoría con doce títulos continentales.

## Resultados
Leyenda: PJ: Partidos jugados; G: Partidos ganados; E: Partidos empatados; P: Partidos perdidos; GF: Goles a favor; GC: Goles en contra.

### Europeo Sub-18/19

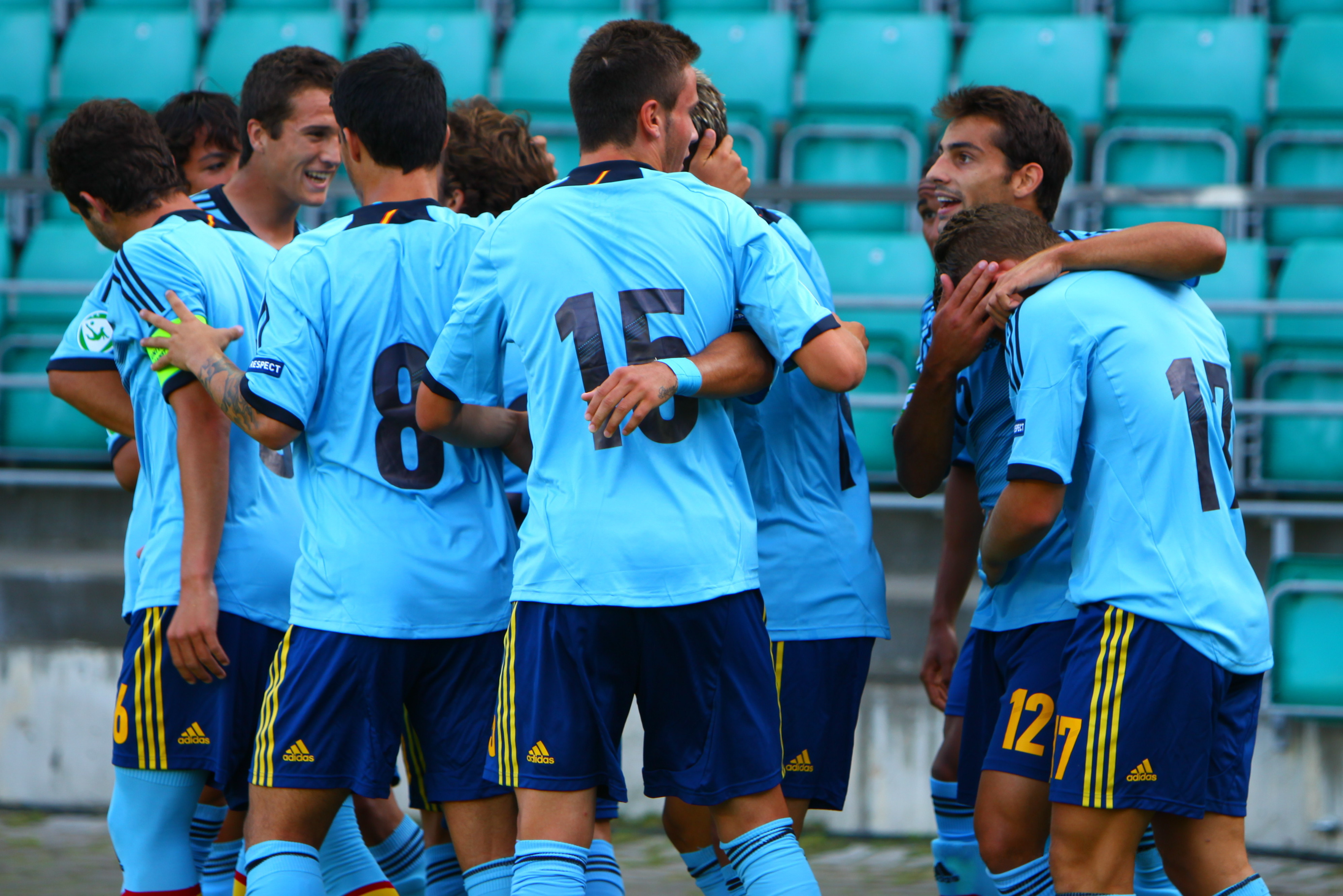
La selección sub-19 es una de las categorías inferiores de España más laureadas.

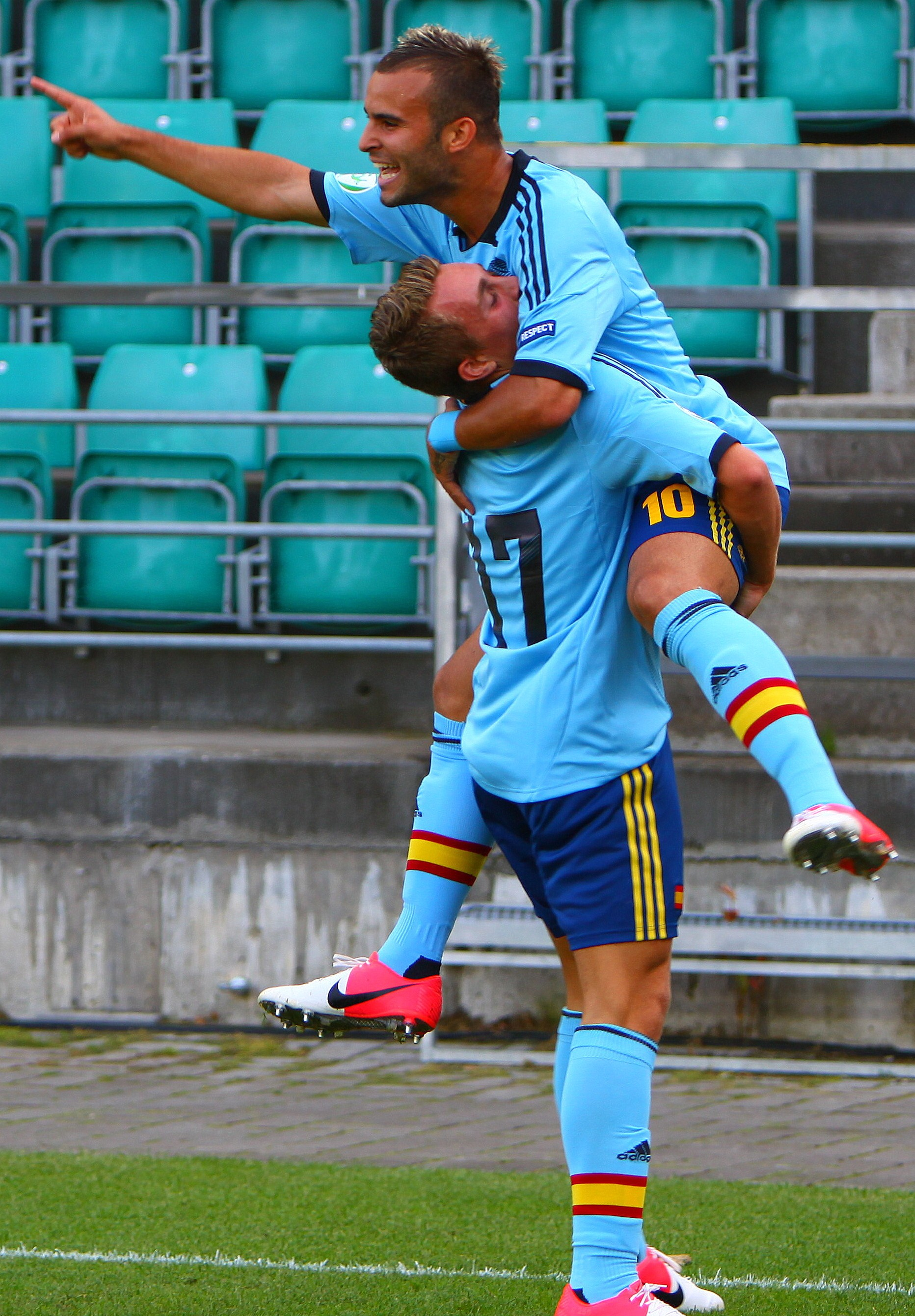
Celebración de un gol de la selección sub-19 en el Europeo de 2012.

| Año                       | Ronda                                              | Posición                                           | PJ                                                 | PG                                                 | PE                                                 | PP                                                 | GF                                                 | GC                                                 |
| ------------------------- | -------------------------------------------------- | -------------------------------------------------- | -------------------------------------------------- | -------------------------------------------------- | -------------------------------------------------- | -------------------------------------------------- | -------------------------------------------------- | -------------------------------------------------- |
| Categoría Juvenil FIFA    |                                                    |                                                    |                                                    |                                                    |                                                    |                                                    |                                                    |                                                    |
| Inglaterra 1948           | No existía la selección de fútbol sub-18 de España | No existía la selección de fútbol sub-18 de España | No existía la selección de fútbol sub-18 de España | No existía la selección de fútbol sub-18 de España | No existía la selección de fútbol sub-18 de España | No existía la selección de fútbol sub-18 de España | No existía la selección de fútbol sub-18 de España | No existía la selección de fútbol sub-18 de España |
| Países Bajos 1949         | No existía la selección de fútbol sub-18 de España | No existía la selección de fútbol sub-18 de España | No existía la selección de fútbol sub-18 de España | No existía la selección de fútbol sub-18 de España | No existía la selección de fútbol sub-18 de España | No existía la selección de fútbol sub-18 de España | No existía la selección de fútbol sub-18 de España | No existía la selección de fútbol sub-18 de España |
| Austria 1950              | No existía la selección de fútbol sub-18 de España | No existía la selección de fútbol sub-18 de España | No existía la selección de fútbol sub-18 de España | No existía la selección de fútbol sub-18 de España | No existía la selección de fútbol sub-18 de España | No existía la selección de fútbol sub-18 de España | No existía la selección de fútbol sub-18 de España | No existía la selección de fútbol sub-18 de España |
| Francia 1951              | No existía la selección de fútbol sub-18 de España | No existía la selección de fútbol sub-18 de España | No existía la selección de fútbol sub-18 de España | No existía la selección de fútbol sub-18 de España | No existía la selección de fútbol sub-18 de España | No existía la selección de fútbol sub-18 de España | No existía la selección de fútbol sub-18 de España | No existía la selección de fútbol sub-18 de España |
| España 1952               | Campeones                                          | 1.º                                                | 2                                                  | 1                                                  | 1                                                  | 0                                                  | 4                                                  | 1                                                  |
| Bélgica 1953              | Semifinales                                        | 4.º                                                | 3                                                  | 2                                                  | 0                                                  | 2                                                  | 13                                                 | 7                                                  |
| Alemania Federal 1954     | Campeones                                          | 1.º                                                | 5                                                  | 4                                                  | 1                                                  | 0                                                  | 14                                                 | 3                                                  |
| Total                     | 3/7                                                | 1.º                                                | 11                                                 | 7                                                  | 2                                                  | 2                                                  | 31                                                 | 11                                                 |
| Categoría Juvenil UEFA    |                                                    |                                                    |                                                    |                                                    |                                                    |                                                    |                                                    |                                                    |
| Italia 1955               | Subcampeones                                       | 2.º                                                | 3                                                  | 2                                                  | 1                                                  | 0                                                  | 8                                                  | 3                                                  |
| Hungría 1956              | No se clasificó                                    | No se clasificó                                    | No se clasificó                                    | No se clasificó                                    | No se clasificó                                    | No se clasificó                                    | No se clasificó                                    | No se clasificó                                    |
| España 1957               | Subcampeones                                       | 2.º                                                | 5                                                  | 3                                                  | 1                                                  | 1                                                  | 19                                                 | 4                                                  |
| Luxemburgo 1958           | Fase de grupos                                     | 6.º                                                | 3                                                  | 2                                                  | 1                                                  | 0                                                  | 7                                                  | 4                                                  |
| Bulgaria 1959             | Fase de grupos                                     | 6.º                                                | 3                                                  | 2                                                  | 0                                                  | 1                                                  | 10                                                 | 2                                                  |
| Austria 1960              | Fase de grupos                                     | 12.º                                               | 3                                                  | 1                                                  | 0                                                  | 2                                                  | 4                                                  | 8                                                  |
| Portugal 1961             | Semifinales                                        | 4.º                                                | 5                                                  | 1                                                  | 1                                                  | 3                                                  | 10                                                 | 9                                                  |
| Rumanía 1962              | Fase de grupos                                     | 18.º                                               | 3                                                  | 0                                                  | 1                                                  | 2                                                  | 1                                                  | 4                                                  |
| Inglaterra 1963           | No se clasificó                                    | No se clasificó                                    | No se clasificó                                    | No se clasificó                                    | No se clasificó                                    | No se clasificó                                    | No se clasificó                                    | No se clasificó                                    |
| Países Bajos 1964         | Subcampeones                                       | 2.º                                                | 5                                                  | 4                                                  | 0                                                  | 1                                                  | 10                                                 | 7                                                  |
| Alemania Federal 1965     | Fase de grupos                                     | 17.º                                               | 2                                                  | 0                                                  | 1                                                  | 1                                                  | 2                                                  | 3                                                  |
| Yugoslavia 1966           | Semifinales                                        | 4.º                                                | 5                                                  | 2                                                  | 1                                                  | 2                                                  | 6                                                  | 6                                                  |
| Turquía 1967              | Fase de grupos                                     | 13.º                                               | 5                                                  | 1                                                  | 0                                                  | 4                                                  | 6                                                  | 8                                                  |
| Francia 1968              | No se clasificó                                    | No se clasificó                                    | No se clasificó                                    | No se clasificó                                    | No se clasificó                                    | No se clasificó                                    | No se clasificó                                    | No se clasificó                                    |
| Alemania Democrática 1969 | Fase de grupos                                     | 11.º                                               | 3                                                  | 1                                                  | 0                                                  | 2                                                  | 3                                                  | 5                                                  |
| Escocia 1970              | No se clasificó                                    | No se clasificó                                    | No se clasificó                                    | No se clasificó                                    | No se clasificó                                    | No se clasificó                                    | No se clasificó                                    | No se clasificó                                    |
| Checoslovaquia 1971       | Fase de grupos                                     | 8.º                                                | 3                                                  | 1                                                  | 1                                                  | 1                                                  | 2                                                  | 2                                                  |
| España 1972               | Semifinales                                        | 4.º                                                | 5                                                  | 2                                                  | 3                                                  | 0                                                  | 11                                                 | 4                                                  |
| Italia 1973               | No se clasificó                                    | No se clasificó                                    | No se clasificó                                    | No se clasificó                                    | No se clasificó                                    | No se clasificó                                    | No se clasificó                                    | No se clasificó                                    |
| Suecia 1974               | Fase de grupos                                     | 10.º                                               | 5                                                  | 2                                                  | 2                                                  | 1                                                  | 4                                                  | 3                                                  |
| Suiza 1975                | No se clasificó                                    | No se clasificó                                    | No se clasificó                                    | No se clasificó                                    | No se clasificó                                    | No se clasificó                                    | No se clasificó                                    | No se clasificó                                    |
| Hungría 1976              | Tercer lugar                                       | 3.º                                                | 7                                                  | 5                                                  | 1                                                  | 1                                                  | 17                                                 | 4                                                  |
| Bélgica 1977              | No se clasificó                                    | No se clasificó                                    | No se clasificó                                    | No se clasificó                                    | No se clasificó                                    | No se clasificó                                    | No se clasificó                                    | No se clasificó                                    |
| Polonia 1978              | Fase de grupos                                     | 6.º                                                | 5                                                  | 2                                                  | 2                                                  | 1                                                  | 5                                                  | 3                                                  |
| Austria 1979              | No se clasificó                                    | No se clasificó                                    | No se clasificó                                    | No se clasificó                                    | No se clasificó                                    | No se clasificó                                    | No se clasificó                                    | No se clasificó                                    |
| Alemania Democrática 1980 | Fase de grupos                                     | 5.º                                                | 5                                                  | 4                                                  | 0                                                  | 1                                                  | 9                                                  | 2                                                  |
| Total                     | 18/26                                              | 13.º                                               | 75                                                 | 35                                                 | 16                                                 | 24                                                 | 134                                                | 81                                                 |
| Categoría Sub-18          |                                                    |                                                    |                                                    |                                                    |                                                    |                                                    |                                                    |                                                    |
| Alemania Federal 1981     | Semifinales                                        | 4.º                                                | 7                                                  | 3                                                  | 4                                                  | 0                                                  | 12                                                 | 3                                                  |
| Finlandia 1982            | Fase de grupos                                     | 15.º                                               | 5                                                  | 1                                                  | 1                                                  | 3                                                  | 7                                                  | 6                                                  |
| Inglaterra 1983           | Fase de grupos                                     | 10.º                                               | 5                                                  | 2                                                  | 1                                                  | 2                                                  | 4                                                  | 3                                                  |
| Unión Soviética 1984      | Fase de grupos                                     | 8.º                                                | 5                                                  | 2                                                  | 1                                                  | 2                                                  | 6                                                  | 6                                                  |
| Yugoslavia 1986           | No se clasificó                                    | No se clasificó                                    | No se clasificó                                    | No se clasificó                                    | No se clasificó                                    | No se clasificó                                    | No se clasificó                                    | No se clasificó                                    |
| Checoslovaquia 1988       | Semifinales                                        | 4.º                                                | 9                                                  | 7                                                  | 0                                                  | 2                                                  | 22                                                 | 4                                                  |
| Hungría 1990              | Tercer lugar                                       | 3.º                                                | 9                                                  | 6                                                  | 1                                                  | 2                                                  | 17                                                 | 9                                                  |
| Alemania 1992             | No se clasificó                                    | No se clasificó                                    | No se clasificó                                    | No se clasificó                                    | No se clasificó                                    | No se clasificó                                    | No se clasificó                                    | No se clasificó                                    |
| Inglaterra 1993           | Tercer lugar                                       | 3.º                                                | 8                                                  | 6                                                  | 1                                                  | 1                                                  | 22                                                 | 12                                                 |
| España 1994               | Tercer lugar                                       | 3.º                                                | 4                                                  | 3                                                  | 0                                                  | 1                                                  | 14                                                 | 8                                                  |
| Grecia 1995               | Campeones                                          | 1.º                                                | 8                                                  | 7                                                  | 1                                                  | 0                                                  | 24                                                 | 9                                                  |
| Francia y Luxemburgo 1996 | Subcampeones                                       | 2.º                                                | 8                                                  | 4                                                  | 3                                                  | 1                                                  | 12                                                 | 3                                                  |
| Islandia 1997             | Tercer lugar                                       | 3.º                                                | 8                                                  | 5                                                  | 1                                                  | 2                                                  | 13                                                 | 7                                                  |
| Chipre 1998               | Fase de grupos                                     | 5.º                                                | 9                                                  | 7                                                  | 0                                                  | 2                                                  | 18                                                 | 10                                                 |
| Suecia 1999               | Fase de grupos                                     | 5.º                                                | 8                                                  | 3                                                  | 4                                                  | 1                                                  | 20                                                 | 7                                                  |
| Alemania 2000             | No se clasificó                                    | No se clasificó                                    | No se clasificó                                    | No se clasificó                                    | No se clasificó                                    | No se clasificó                                    | No se clasificó                                    | No se clasificó                                    |
| Finlandia 2001            | Tercer lugar                                       | 3.º                                                | 8                                                  | 6                                                  | 1                                                  | 1                                                  | 19                                                 | 8                                                  |
| Total                     | 14/17                                              | 4.º                                                | 101                                                | 62                                                 | 19                                                 | 20                                                 | 210                                                | 95                                                 |
| Categoría Sub-19          |                                                    |                                                    |                                                    |                                                    |                                                    |                                                    |                                                    |                                                    |
| Noruega 2002              | Campeones                                          | 1.º                                                | 10                                                 | 9                                                  | 1                                                  | 0                                                  | 32                                                 | 4                                                  |
| Lietchteinstein 2003      | No se clasificó                                    | No se clasificó                                    | No se clasificó                                    | No se clasificó                                    | No se clasificó                                    | No se clasificó                                    | No se clasificó                                    | No se clasificó                                    |
| Suiza 2004                | Campeones                                          | 1.º                                                | 8                                                  | 6                                                  | 2                                                  | 0                                                  | 17                                                 | 5                                                  |
| Irlanda del Norte 2005    | No se clasificó                                    | No se clasificó                                    | No se clasificó                                    | No se clasificó                                    | No se clasificó                                    | No se clasificó                                    | No se clasificó                                    | No se clasificó                                    |
| Polonia 2006              | Campeones                                          | 1.º                                                | 8                                                  | 7                                                  | 1                                                  | 0                                                  | 32                                                 | 7                                                  |
| Austria 2007              | Campeones                                          | 1.º                                                | 8                                                  | 5                                                  | 3                                                  | 0                                                  | 16                                                 | 5                                                  |
| Rep. Checa 2008           | Fase de grupos                                     | 6.º                                                | 9                                                  | 5                                                  | 2                                                  | 2                                                  | 18                                                 | 7                                                  |
| Ucrania 2009              | Fase de grupos                                     | 6.º                                                | 9                                                  | 6                                                  | 0                                                  | 3                                                  | 21                                                 | 7                                                  |
| Francia 2010              | Subcampeones                                       | 2.º                                                | 11                                                 | 8                                                  | 1                                                  | 2                                                  | 25                                                 | 10                                                 |
| Rumanía 2011              | Campeones                                          | 1.º                                                | 11                                                 | 9                                                  | 1                                                  | 1                                                  | 34                                                 | 8                                                  |
| Estonia 2012              | Campeones                                          | 1.º                                                | 8                                                  | 6                                                  | 2                                                  | 0                                                  | 17                                                 | 10                                                 |
| Lituania 2013             | Semifinales                                        | 4.º                                                | 7                                                  | 5                                                  | 1                                                  | 1                                                  | 11                                                 | 5                                                  |
| Hungría 2014              | No se clasificó                                    | No se clasificó                                    | No se clasificó                                    | No se clasificó                                    | No se clasificó                                    | No se clasificó                                    | No se clasificó                                    | No se clasificó                                    |
| Grecia 2015               | Campeones                                          | 1.º                                                | 8                                                  | 6                                                  | 1                                                  | 1                                                  | 22                                                 | 5                                                  |
| Alemania 2016             | No se clasificó                                    | No se clasificó                                    | No se clasificó                                    | No se clasificó                                    | No se clasificó                                    | No se clasificó                                    | No se clasificó                                    | No se clasificó                                    |
| Georgia 2017              | No se clasificó                                    | No se clasificó                                    | No se clasificó                                    | No se clasificó                                    | No se clasificó                                    | No se clasificó                                    | No se clasificó                                    | No se clasificó                                    |
| Finlandia 2018            | No se clasificó                                    | No se clasificó                                    | No se clasificó                                    | No se clasificó                                    | No se clasificó                                    | No se clasificó                                    | No se clasificó                                    | No se clasificó                                    |
| Armenia 2019              | Campeones                                          | 1.º                                                | 8                                                  | 5                                                  | 3                                                  | 0                                                  | 16                                                 | 5                                                  |
| Irlanda del Norte 2020    | Cancelada                                          | Cancelada                                          | Cancelada                                          | Cancelada                                          | Cancelada                                          | Cancelada                                          | Cancelada                                          | Cancelada                                          |
| Rumanía 2021              | Cancelada                                          | Cancelada                                          | Cancelada                                          | Cancelada                                          | Cancelada                                          | Cancelada                                          | Cancelada                                          | Cancelada                                          |
| Eslovaquia 2022           | No se clasificó                                    | No se clasificó                                    | No se clasificó                                    | No se clasificó                                    | No se clasificó                                    | No se clasificó                                    | No se clasificó                                    | No se clasificó                                    |
| Malta 2023                | Semifinales                                        | 4.º                                                | 7                                                  | 4                                                  | 2                                                  | 1                                                  | 17                                                 | 4                                                  |
| Irlanda del Norte 2024    | Campeones                                          | 1.º                                                | 8                                                  | 6                                                  | 2                                                  | 0                                                  | 19                                                 | 4                                                  |
| Rumanía 2025              | Subcampeones                                       | 2.º                                                | 8                                                  | 6                                                  | 1                                                  | 1                                                  | 23                                                 | 11                                                 |
| Total                     | 16/23                                              | 1.º                                                | 114                                                | 80                                                 | 20                                                 | 7                                                  | 273                                                | 79                                                 |
| Total global'             | 48/69                                              | 1.º                                                | 305                                                | 193                                                | 58                                                 | 57                                                 | 673                                                | 280                                                |

## Palmarés
- Campeonato de Europa Sub-18/19:[n 2]
  -   Campeón (12): 1952, 1954, 1995, 2002, 2004, 2006, 2007, 2011, 2012, 2015, 2019, 2024.  (Récord)
  -  Subcampeón (5): 1957, 1964, 1996, 2010, 2025.
  -   Tercero (7): 1976, 1990, 1993, 1994, 1997, 2001, 2023.

## Jugadores

### Última convocatoria
Convocatoria para el Campeonato Europeo de la UEFA Sub-19 2025, del 13 al 26 de junio.
| Nombre             | Posición       | Edad    | PJ | G | Club                    |
| ------------------ | -------------- | ------- | -- | - | ----------------------- |
| Raúl Jiménez       | Guardameta     | 19 años | 16 | 0 | Valencia C. F.          |
| Simón García       | Guardameta     | 18 años | 1  | 0 | Athletic Club           |
| Alexis Olmedo      | Defensa        | 19 años | 2  | 0 | F. C. Barcelona Atlètic |
| Dani Muñoz         | Defensa        | 18 años | 19 | 1 | Atlético de Madrid      |
| Jon Martín         | Defensa        | 19 años | 11 | 1 | Real Sociedad "B"       |
| Andrés Cuenca      | Defensa        | 18 años | 13 | 0 | F. C. Barcelona Atlètic |
| Jofre Torrents     | Defensa        | 18 años | 1  | 0 | F. C. Barcelona Atlètic |
| Quim Junyent       | Centrocampista | 18 años | 6  | 0 | F. C. Barcelona Atlètic |
| Jano Monserrate    | Centrocampista | 19 años | 10 | 1 | Atlético de Madrid      |
| Izan Merino        | Centrocampista | 19 años | 9  | 0 | Málaga C. F.            |
| Tommy Marqués      | Centrocampista | 18 años | 1  | 0 | F. C. Barcelona Juvenil |
| Alejandro Granados | Centrocampista | 19 años | 10 | 0 | Club Brujas             |
| Óscar Marcos       | Centrocampista | 19 años | 12 | 4 | R. C. Celta Fortuna     |
| Gonzalo Pastor     | Centrocampista | 19 años | 5  | 1 | C. D. Castellón         |
| Dani Díaz          | Delantero      | 19 años | 8  | 2 | Real Sociedad "B"       |
| Omar Janneh        | Delantero      | 18 años | 14 | 4 | Atlético de Madrid "B"  |
| Antonio Cordero    | Delantero      | 18 años | 13 | 3 | Málaga C. F.            |
| Peio Huestamendia  | Delantero      | 18 años | 8  | 1 | C. D. Basconia          |
| Jan Virgili        | Delantero      | 18 años | 1  | 0 | F. C. Barcelona Atlètic |
| Pablo García       | Delantero      | 18 años | 10 | 1 | Real Betis              |
| Paco Gallardo      | Entrenador     | 45 años |    |   |                         |

(1)Partidos Ganados/Partidos Empatados/Partidos Perdidos
(2)Goles a Favor/Goles en Contra